# Лука Карлеваріс
Лука Карлеваріс (італ. Luca Carlevarijs; 20 січня, 1663, Удіне — 12 лютого, 1730, Венеція) — венеційський художник і графік.

## Життєпис
Лука Карлеваріс народився в італійському місті Удіне в родині художника. Перші художні навички отримав у майстерні батька. У 1679 році переїхав до Венеції, де мешкала його сестра. Згодом на здібного художника звернув увагу багатій Зенобіо і став його покровителем. Художник оселився у венеційському палаці Зенобіо. У період між 1685–1690 роками Карлеваріс відвідав Рим, де міг бачити краєвиди голландського художника Каспара ван Віттеля, манера котрого вплинула на його творчість.
З 1703 року Карлеваріс знову працював у Венеції, де представив публіці графічні краєвиди міста. Він створив понад сто офортів, котрі стануть чимось на кшталт рекламної продукції Венеції. Графіка Карлеваріса досить врівноважена і спокійна, незважаючи на динамічну стилістику італійського бароко. Частина аркушів була розфарбована аквареллю. Окрім топографічно точних краєвидів Венеції, Карлеваріс малював також фантазійні морські порти.
Є відомості, що Карлеваріс цікавився математикою, перспективними побудовами, архітектурою, тому на портреті пензля Бартоломео Назарі художника подано із циркулем і приладдям для малювання.
Помер художник у Венеції у лютому 1730 року.

## Вибрані твори
- «Набережна біля палацу дожів»
- «П'яцетта і бібліотека Сан Марко», Оксфорд, Музей Ашмола
- «Венеція. Порт»
- «Пейзаж з невеликим ринком», Венеція, Ка'Зенобіо
- «Фантазійний пейзаж з морським портом»
- «П'яцца Сан Марко», 1709 р., Музей мистецтва Метрополітен
- «Морський пейзаж», 1690-і рр., приватна збірка
- «Наплавний міст перед святом Мадонни делла Салюте», 1720 р.
- «Слов'янська набережна у Венеції», 1720 р., Національна галерея старовинного мистецтва (Рим)

## Галерея вибраних картин

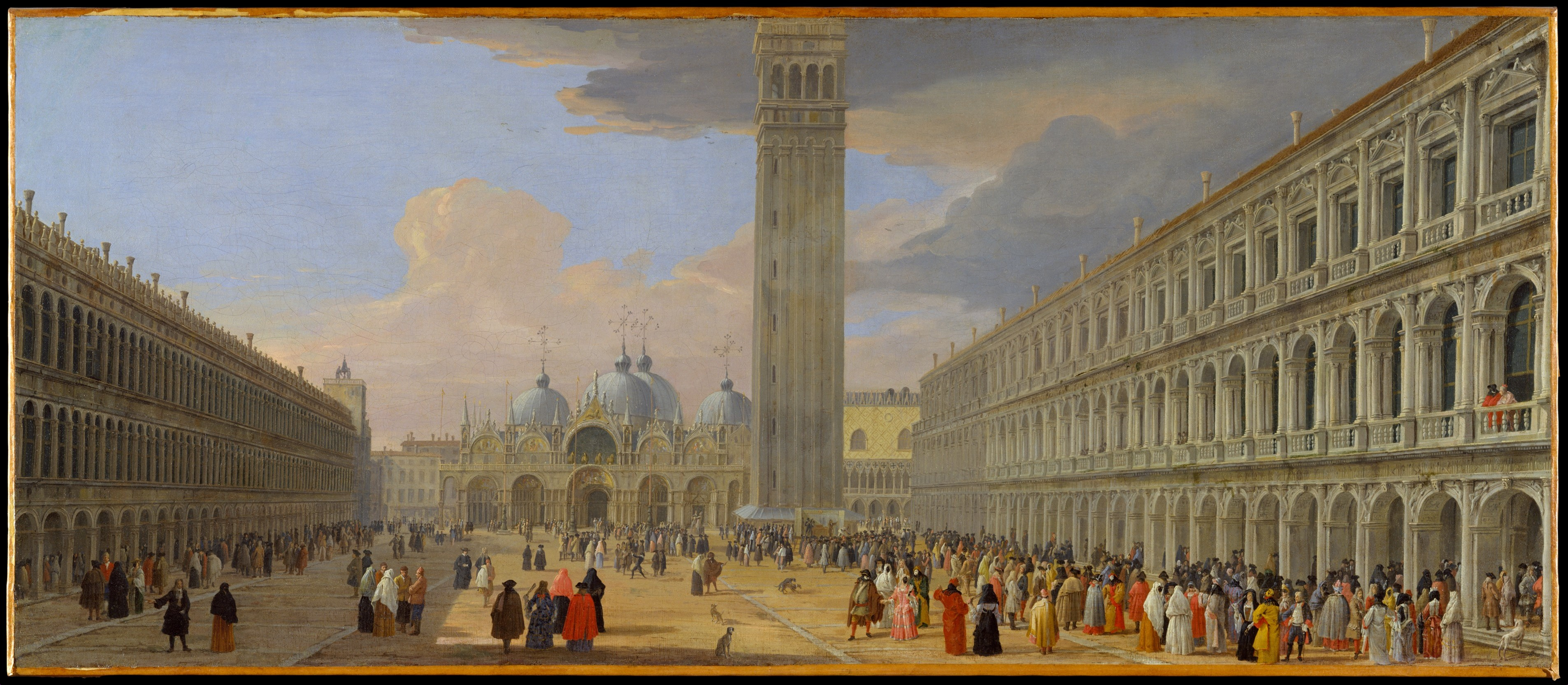
«П'яцца Сан Марко», 1709, Музей мистецтва Метрополітен

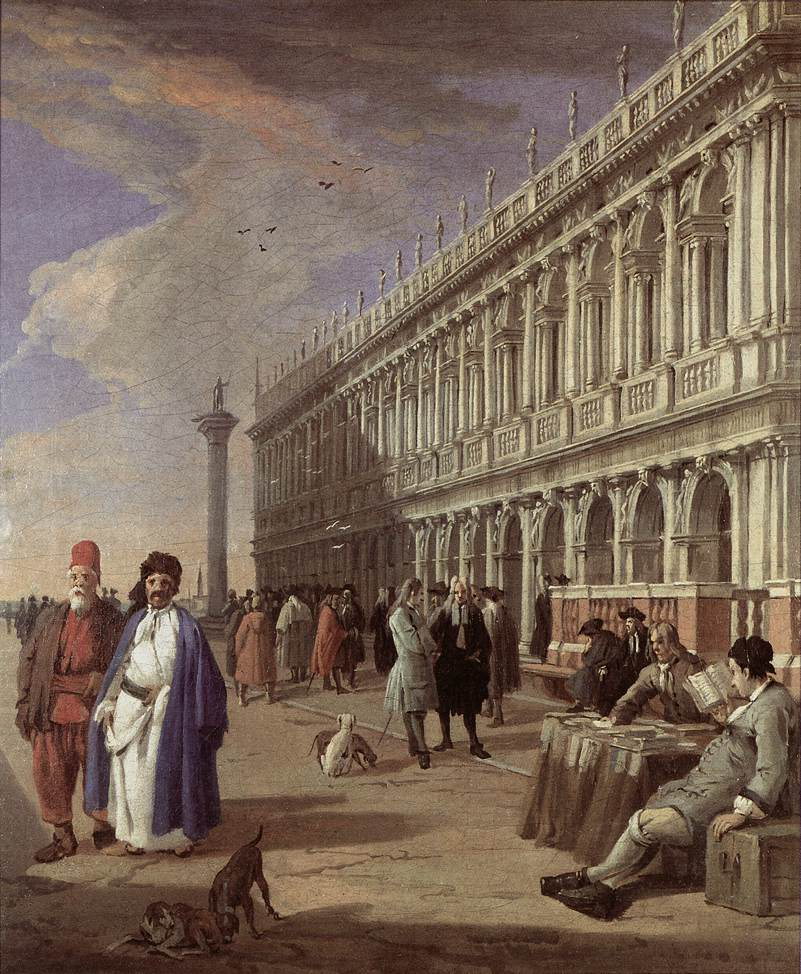
«П'яцетта і бібліотека Сан Марко», Оксфорд, Музей Ашмола
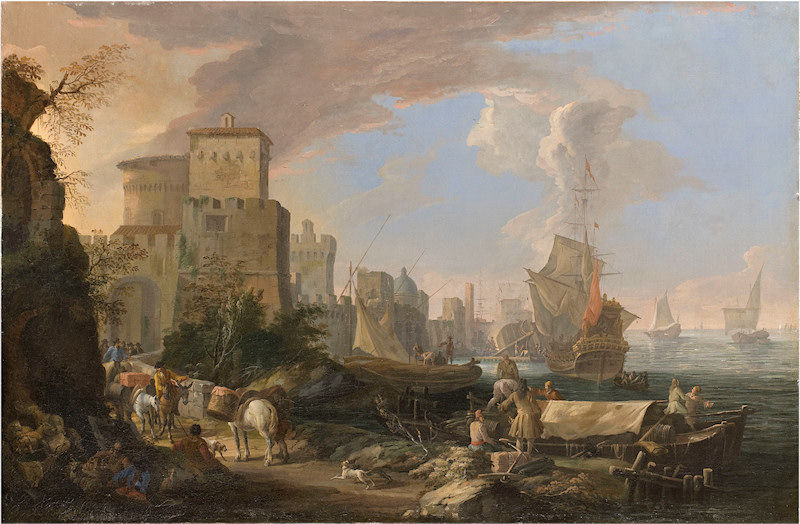
«Фантазійний пейзаж з морським портом»
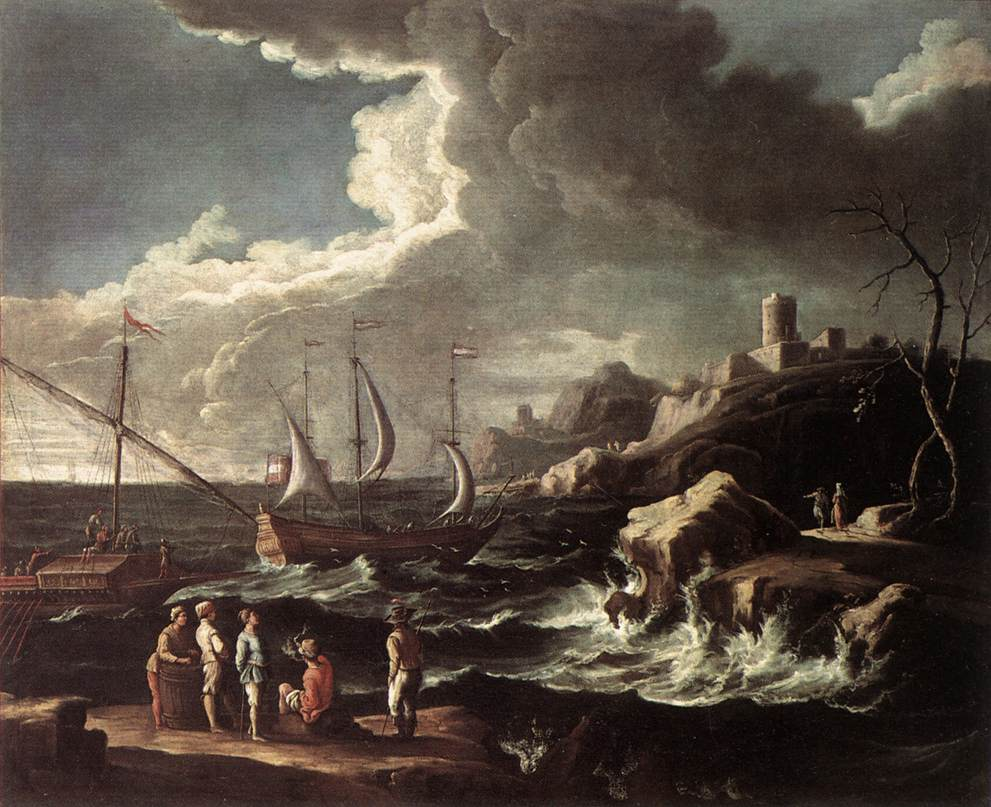
«Морський пейзаж», 1690-і рр., приватна збірка
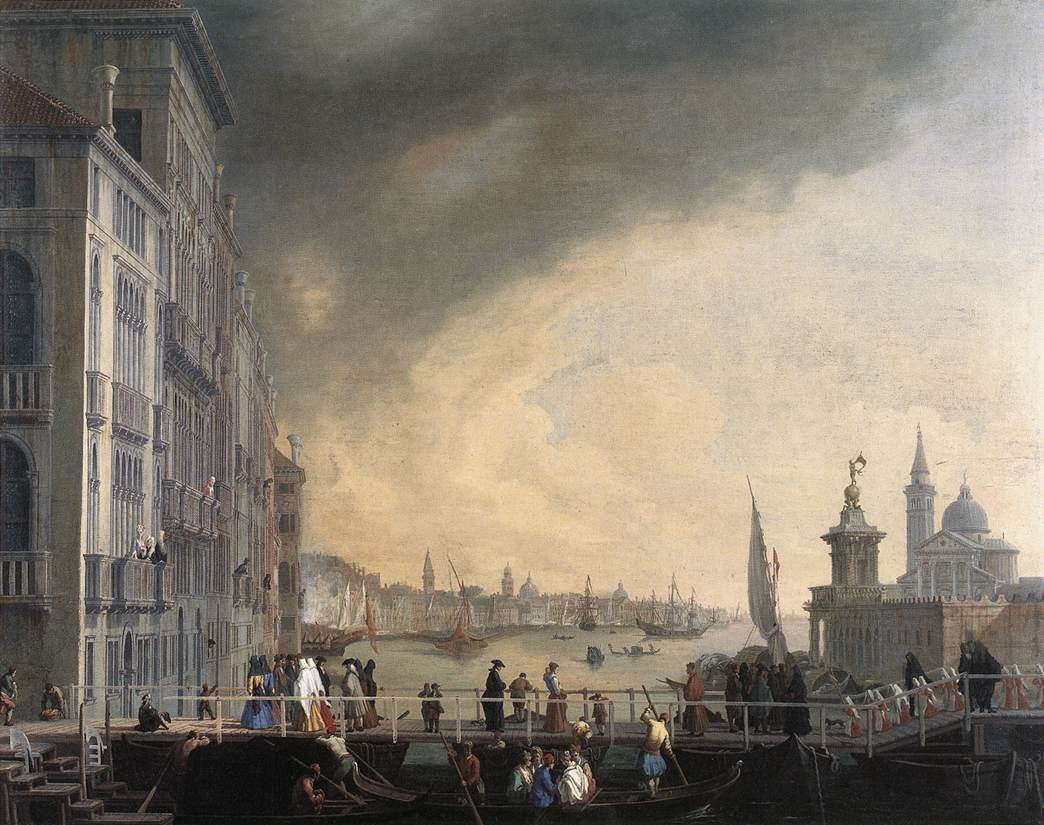
«Наплавний міст перед святом Мадонни делла Салюте», 1720 р.

## Галерея вибраних графічних творів

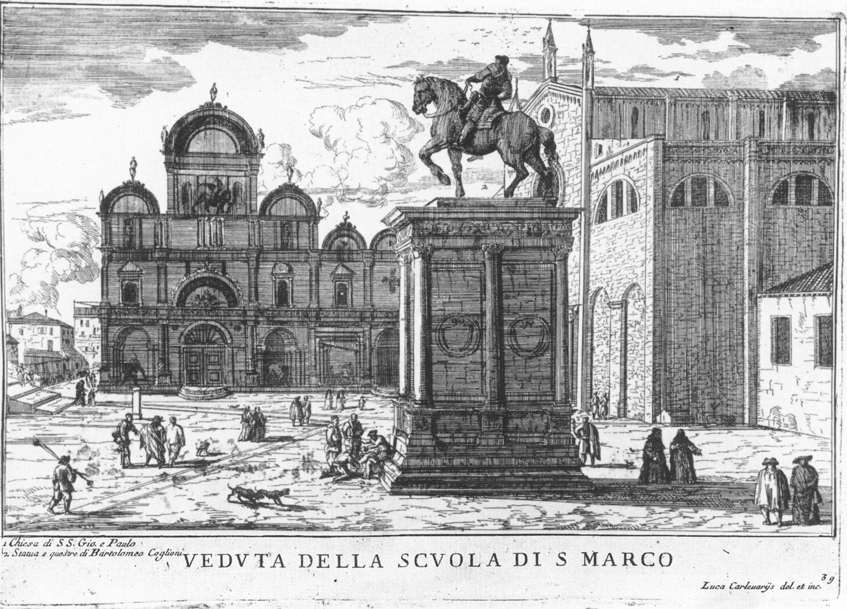
«Скуола ді Сан Марко та монумент полководцю Колеоні», 1704 р.

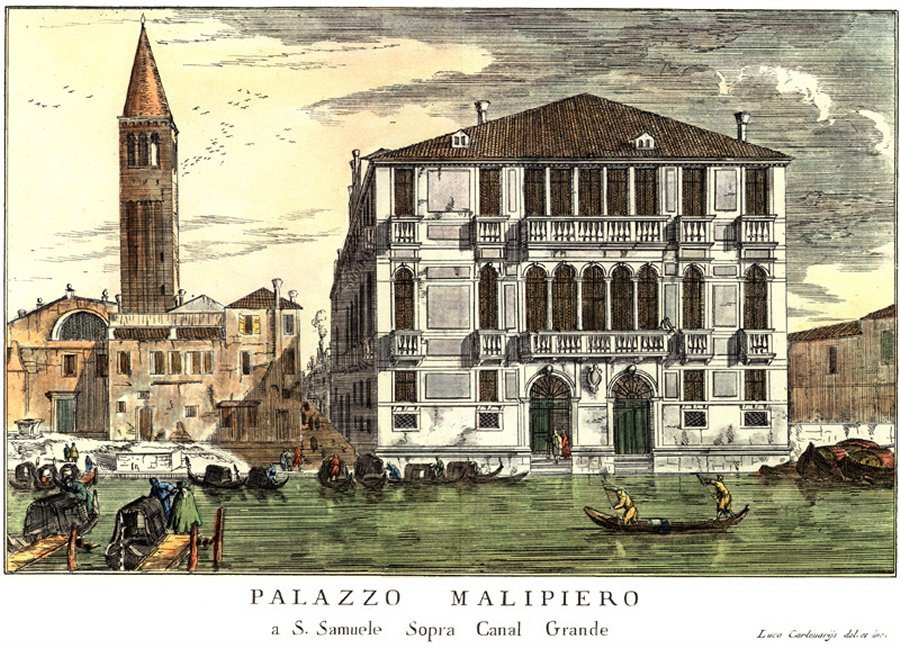
«Венеція. Палаццо Маліп'єро», гравюра і акварель
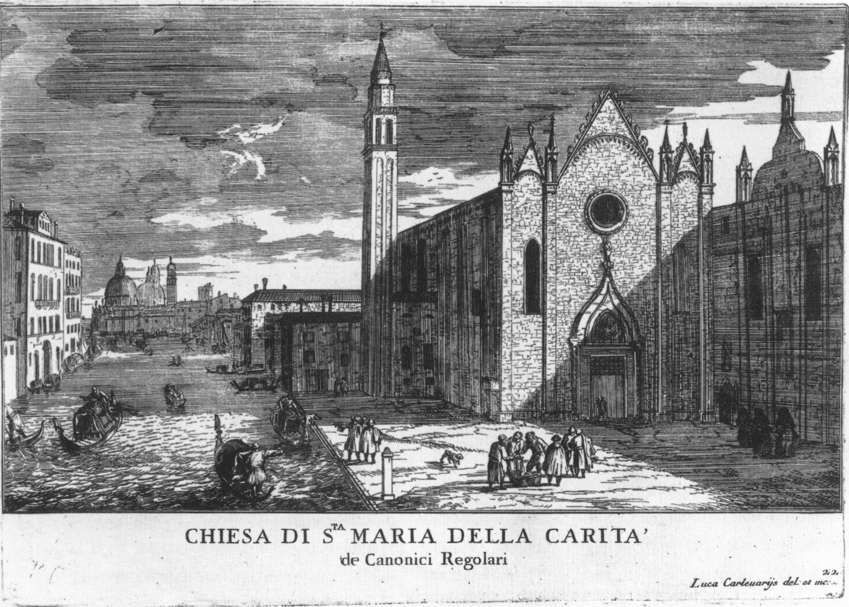
«Венеція. Церква Санта Марія Харіта», 1703 р.
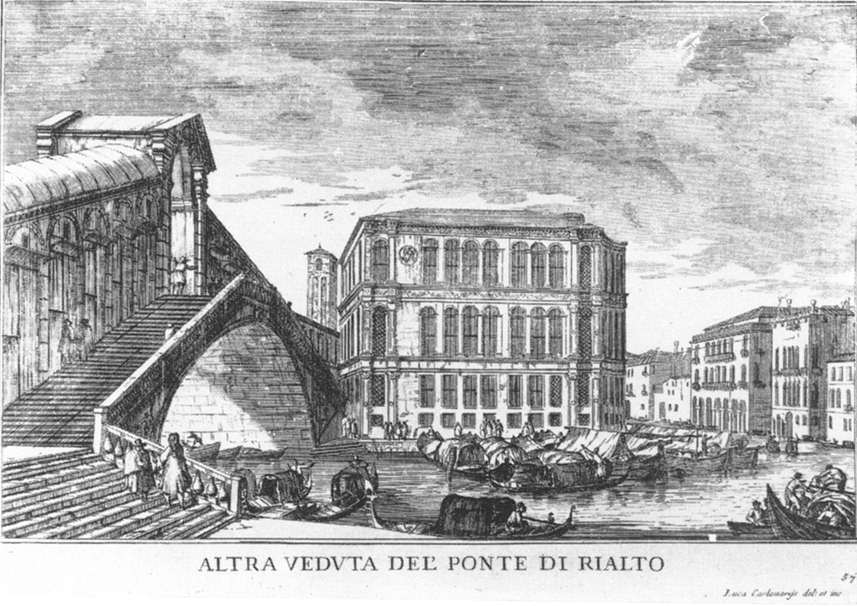
«Венеція. Міст Ріальто», 1703 р.
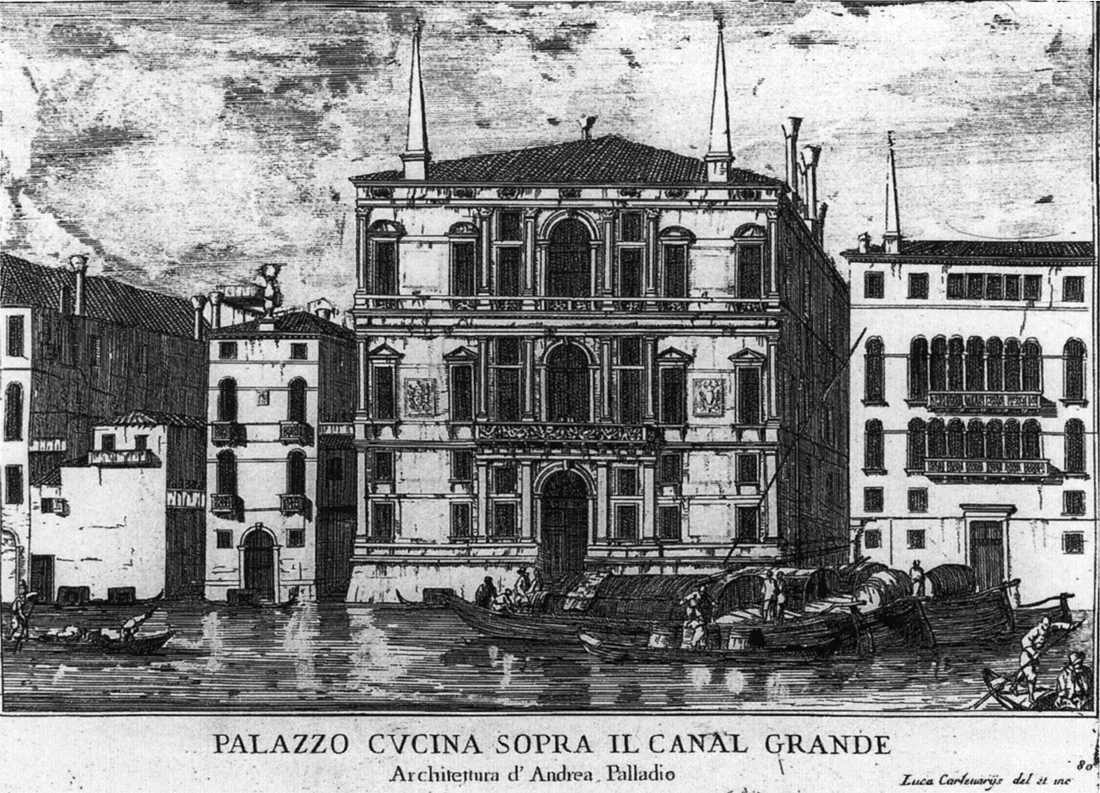
«Канал Гранде. Палаццо Кочіна», 1703 р.